# Hannes Siegrist
Hannes Siegrist (* 26. Juni 1947 in Zofingen, Schweiz) ist ein deutsch-schweizerischer Historiker.

## Leben
Siegrist studierte Allgemeine Geschichte, Soziologie, Deutsche Literatur seit 1700 und Publizistik an der Universität Zürich. Ebenda wurde er 1976 promoviert. Zwischen 1977 und 1992 war er als Wissenschaftlicher Mitarbeiter, Angestellter oder Fellow an den Universitäten Bielefeld, Zürich, Berlin, Florenz und Uppsala tätig. 1992 erfolgte seine Habilitation an der Freien Universität Berlin. Anschließend war er dort gemeinsam mit Jürgen Kocka Leiter der Arbeitsstelle für Vergleichende Gesellschaftsgeschichte.
Von 1997 bis 2013 lehrte er als Professor für vergleichende Kulturgeschichte/Europäische Moderne am Institut für Kulturwissenschaften der Fakultät für Sozialwissenschaften und Philosophie an der Universität Leipzig. 2004/05 hatte er eine Forschungsprofessur am Wissenschaftszentrum Berlin für Sozialforschung und 2012 eine Gastprofessur an der École Normale Supérieure, Rue d’Ulm, Paris inne und war dort Fellow des Maison des Sciences de l’Homme. Seit 2007 ist er Ordentliches Mitglied der Sächsischen Akademie der Wissenschaften zu Leipzig.

## Publikationen (Auswahl)
Monographien
- Advokat, Bürger und Staat. Sozialgeschichte der Rechtsanwälte in Deutschland, Italien und der Schweiz (18.–20.Jh.), 2 Halbbde., Vittorio Klostermann, Frankfurt am Main 1996 (= Ius commune, Sonderheft 80, Studien zur Europäischen Rechtsgeschichte. Veröffentlichungen des Max-Planck-Instituts für Europäische Rechtsgeschichte Frankfurt am Main).
- Pioniere der Sozialpartnerschaft. Geschichte der Angestellten-Hausverbände in der schweizerischen Maschinenindustrie, Chronos, Zürich 1985.
- zusammen mit Mario König und Rudolf Vetterli: Warten und Aufrücken. Die Angestellten in der Schweiz 1870–1950, Chronos, Zürich 1985.
- Vom Familienbetrieb zum Managerunternehmen. Angestellte und industrielle Organisation am Beispiel der Georg Fischer AG in Schaffhausen 1797–1930, Vandenhoeck & Ruprecht, Göttingen 1981 (= Kritische Studien zur Geschichtswissenschaft, Bd. 44).

Herausgeberschaft
- zusammen mit Dietmar Müller: Property in East Central Europe. Notions, Institutions and Practices of Landownership in the Twentieth Century, Berghahn, New York/Oxford 2015.
- zusammen mit Dietmar Müller: Professionen, Eigentum und Staat. Europäische Entwicklungen im Vergleich – 19. und 20. Jahrhundert, Wallstein, Göttingen 2014.
- zusammen mit Stefan Troebst: Institutionenwandel und Rechtstransfer im 20.Jahrhundert. In: Zeitschrift für Ostmitteleuropa-Forschung 61 (2012), H. 3.
- zusammen mit Oliver Kühschelm und Franz X. Eder: Konsum und Nation. Zur Geschichte nationalisierender Inszenierungen in der Produktkommunikation, Transcript Verlag, Bielefeld 2012.
- zusammen mit Isabella Löhr und Matthias Middell: Kultur und Beruf in Europa. Franz Steiner Verlag, Stuttgart 2012.
- zusammen mit Isabella Löhr: Intellectual Property Rights and Globalization. In: Comparativ. Zeitschrift für Globalgeschichte und Vergleichende Gesellschaftsforschung, 21. Jg. (2011), H. 2.
- Entgrenzung des Eigentums in modernen Gesellschaften und Rechtskulturen. In: Comparativ. Zeitschrift für Globalgeschichte und vergleichende Gesellschaftsforschung, 16. Jg. (2006), H. 5/6.
- zusammen mit Rüdiger Hohls und Iris Schröder: Europa und die Europäer. Quellen und Essays zur modernen europäischen Geschichte, Steiner, Stuttgart 2005.
- zusammen mit Rolf Petri: Probleme und Perspektiven der Europa-Historiographie, Leipziger Universitätsverlag, Leipzig 2004.
- zusammen mit Manuel Schramm: Regionalisierung europäischer Konsumkulturen im 20. Jahrhundert, Leipziger Universitätsverlag, Leipzig 2003.
- Konsum und Region im 20. Jahrhundert, Leipziger Universitätsverlag, Leipzig 2001.
- zusammen mit Oliver Janz und Pierangelo Schiera: Zentralismus und Föderalismus im 19. und 20. Jahrhundert. Deutschland und Italien im Vergleich, Duncker & Humblot, Berlin 2000 (Deutsche Ausgabe von Centralismo e federalismo tra Otto e Novecento. Italia e Germania a confronto, il Mulino, Bologna 1997 (= Annali dell’Istituto storico italo-germanico, Bd. 46)).
- zusammen mit Hanspeter Kriesi, Klaus Armingeon und Andreas Wimmer: Nation and National Identity. The European Experience in Perspective, Rüegger, Chur 1999.
- zusammen mit David Sugarman: Eigentum im internationalen Vergleich (18.–20. Jahrhundert), Vandenhoeck & Ruprecht, Göttingen 1999 (= Kritische Studien zur Geschichtswissenschaft, Bd. 130).
- zusammen mit Jakob Tanner, Béatrice Veyrassat, Jon Mathieu, Regina Wecker: Geschichte der Konsumgesellschaft. Märkte, Kultur und Identität (15.–20. Jahrhundert) / Histoire de la société de consommation. Marchés, culture et identité (15e–20e siècles), Chronos, Zürich 1998 (= Schweizerische Gesellschaft für Wirtschafts- und Sozialgeschichte, Bd. 15).
- zusammen mit Oliver Janz und Pierangelo Schiera: Centralismo e federalismo tra Otto e Novecento. Italia e Germania a confronto, il Mulino, Bologna 1997 (= Annali dell’Istituto storico italo-germanico, Bd. 46).
- zusammen mit Hartmut Kaelble und Jürgen Kocka: Europäische Konsumgeschichte. Zur Gesellschafts- und Kulturgeschichte des Konsums (18. bis 20. Jahrhundert), Campus, Frankfurt am Main 1997.
- zusammen mit Bo Stråth: Wohnungsbau im internationalen Vergleich. Planung und gesellschaftliche Steuerung in den beiden deutschen Staaten und in Schweden 1945–1990, Leipziger Universitätsverlag, Leipzig 1996.
- zusammen mit Konrad H. Jarausch: Amerikanisierung und Sowjetisierung in Deutschland 1945–1970, Campus, Frankfurt am Main 1997.
- zusammen mit Charles E. McClelland und Stephan Merl: Professionen im modernen Osteuropa / Professions in Modern Eastern Europe, Duncker & Humblot, Berlin 1995 (= Osteuropastudien der Hochschulen des Landes Hessen. Gießener Abhandlungen zur Agrar- und Wirtschaftsforschung des europäischen Ostens, Bd. 207).
- zusammen mit Etienne François und Jakob Vogel: Nation und Emotion. Deutschland und Frankreich im Vergleich 19. und 20. Jahrhundert, Vandenhoeck & Ruprecht, Göttingen 1995 (= Kritische Studien zur Geschichtswissenschaft, Bd. 110).
- Bürgerliche Berufe. Zur Sozialgeschichte der freien und akademischen Berufe im internationalen Vergleich, Vandenhoeck & Ruprecht, Göttingen 1988 (= Kritische Studien zur Geschichtswissenschaft, Bd. 80).